# Robert Lannoy
Robert Lannoy (Saint-Amand-les-Eaux, 18 juni 1915 – ?, 1979) was een Franse componist, muziekpedagoog, dirigent, fagottist en violist. Hij was de zoon van een beiaardier. In 1946 won hij de tweede prijs bij de Prix de Rome en werd later directeur van het Conservatoire National de Région de Lille in Rijsel.

## Levensloop
Lannoy werd door zijn vader snel ingevoerd in de beiaardtraditie. Hij studeerde harmonie, viool en fagot aan het Conservatoire à rayonnement départemental de Valenciennes bij onder anderen Fernand Lamy. Hij zette zijn studies voort aan het Conservatoire national supérieur de musique in Parijs en behaald hoogste onderscheidingen in schriftuur. In 1938 neemt hij deel aan de compositiewedstrijd voor de Prix de Rome, maar zonder succes. Tijdens zijn studie aan het conservatorium is hij vanaf 1939 ook militaire muzikant in de muziekkapel van het 5e Regiment Infanterie in Courbevoie. 
Lannoy kwam al aan het begin van de Tweede Wereldoorlog in krijgsgevangenschap en was geplaatst in de Tsjecho-Slowakije. Aldaar ontsnapte hij, maar kon de drang niet weerstaan om Bayreuth, de stad van de componist Richard Wagner te bezoeken. Hij wordt daar opnieuw gevangengenomen en komt in een gevangenenlager in Rawa-Ruska in Oekraïne aan de grens naar Polen. In 1942 maakte hij een verdere poging te ontsnappen maar komt slechts tot de citadel van Lviv, toen nog Lwów of Lemberg genoemd. Wederom werd hij gevangengenomen en kwam 1943 in het Stalag (Mannschaftsstamm- und Straflager) XVII B Krems-Gneixendorf in Oostenrijk. Daar werd hij benoemd tot kapelmeester en componist, richtte orkesten en koren op en organiseerde concerten en toneeluitvoeringen. Aldaar componeerde hij de ballet-pantomime Pygmalion, die werd uitgevoerd door Poolse krijgsgevangenen. Na de oorlog werden de componist en anderen geëerd met de Médaille de la Résistance alsook met de Médaille des évadés. Door het Amerikaanse leger bevrijd, keerde hij terug naar Parijs in 1945.
Hij componeerde op verzoek van de militaire inlichtingendiensten van de Verenigde Staten de muziek voor de documentaire film Le Retour, die de terugkeer van de gevangenen na de Tweede Wereldoorlog verteld. Op verzoek van Henri Dutilleux schreef hij de muziek voor het radioprogramma Légende des pays alliés van Louise Lévêque de Vilmorin. In 1946 heeft hij opnieuw deelgenomen aan de compositiewedstrijd voor de Prix de Rome, maar nu veroverd hij een tweede prijs met zijn cantate Le jeu de l'amour et du Hasard. In hetzelfde jaar werd hij tot directeur van het "Conservatoire National de Région de Lille" in Rijsel benoemd. In deze periode trouwde hij ook met de pianiste Lola Delwarde.
In Rijsel richtte hij de Concerts Populaires met steun van de Société des Concerts du Conservatoire op en dirigeerde vele symfonische concerten en werd daarmee mentor van een aantal jonge compositiestudenten en muziekstudenten van zijn conservatorium, in het bijzonder in het kader van Jeunesses musicales de France. Hij nodigde ook een reeks van internationale kunstenaars en artiesten uit zoals Jean Doyen, Kirsten Flagstadt, Jacques Thibaud om onder zijn leiding te presteren.
Naast deze drukke werkzaamheden heeft hij ook gecomponeerd. Hij schreef werken voor diverse genres zoals voor orkest, harmonieorkest, muziektheater, vocale muziek, kamermuziek en voor beiaard.

## Composities

### Werken voor orkest
- 1938 Concerto grosso, voor strijkorkest en pauken
- 1943 Cantilène et danse pastorale, voor orkest
- 1948 Lamento Ukrainien, voor kamerorkest en pauken - ook in een versie voor strijkkwartet
- 1951 Campanile, voor orkest
- 1951 Le Roman de la Rose, ballet-pantomime voor orkest

### Werken voor harmonieorkest
- 1953 Rapsodie Flamande, voor harmonieorkest

### Missen en andere kerkmuziek
- 1973 Sanctus, voor mannenkoor en orgel
- Sanctus, voor gemengd koor en orgel

### Muziektheater

#### Operette
- Farce du mari fondu

#### Ballett
- 1943-1944 Pygmalion

### Vocale muziek

#### Oratoria
- 1961 Les Prophéties, oratorium voor spreker, gemengd koor en orkest

#### Cantates
- 1946 Le jeu de l'amour et du Hasard, cantate in een akte

#### Werken voor koor
- 1938 Pierrot Gamin, voor gemengd koor en piano - tekst: Paul Verlaine
- 1939 Esquisse de soir de bataille, voor gemengd koor en orkest (of piano) - tekst: José-Maria de Heredia
- 1939 Pleine nuit (esquisse), voor gemengd koor en orkest
- 1939 Le soir devant Sybaris, voor gemengd koor en orkest
- 1941 Hortense, couches-toi, voor mannenkoor en piano - tekst: Georges Courteline
- 1942 5 liederen, voor gemengd koor en orkest
  1. L'amour de moy
  2. Marche des soldats de Turenne
  3. Roule donc
  4. J'aimerai bien apprendre au monde
  5. Camp de Rawa-Ruska
- 1942 Chant des déportés, voor gemengd koor en orkest

#### Liederen
- 1932 Il pleut doucement sur la ville, voor zangstem en piano
- 1934 Tristesse de banlieue, voor zangstem en piano
- 1937 Ballade de l'épinette amoureuse, voor vier vrouwenstemmen, hobo, althobo, klarinet en fagot
- 1939 Vision de Saül, voor zangstem en piano
- 1941 2 mélodies, voor zangstem en piano - tekst: Francis Carco
- 1944 Deux Virelais du Moyen Âge, voor sopraan, dwarsfluit, klarinet en altviool
- 1946 Chanson, voor sopraan en piano - tekst: Maurice Maeterlinck
- 1951 Vocalise, voor sopraan en piano
- 1952 Danièle, fille de Dieu, voor zangstem en instrumentaal ensemble
- Aimer, voor zangstem en piano - tekst: Victor Hugo
- Chanson de silvio, voor zangstem en piano

### Kamermuziek
- 1936 Blaaskwintet
- 1946 Blaaskwintet "Sinfonietta"
- 1949 Pastourelle et rigaudon, voor dwarsfluit en piano
- 1969 Capriccio, voor cello en piano
- Le berceau, voor altsaxofoon en piano
- Mort de Roger Salengro, stuk voor harp en strijkkwartet
- Strijkkwartet "Lamento"

### Werken voor beiaard
- Ballet des petits canards
- Prélude nr. 1
- Prélude nr. 2

### Filmmuziek
- 1945 Le Retour (Reunion) - directeur: Henri Cartier-Bresson

## Publicaties
- Quinze leçons de solfège - à changements de clés sur toutes les clés (avec accompagnement de piano), Paris - Bruxelles: Henry Lemoine & Cie, 1963. 40 p.
- Trente leçons de solfège - a changements de clés sur 3 clés (sol 2e ligne, fa 4e ligne, ut 4e ligne), Paris : H. Lemoine, 1970. 22 p.